# Pont des Laboureurs
Le pont des Laboureurs est un pont situé chemin des Grandes Communes à Grièges, dans le département de l'Ain en France.

## Localisation
Le pont est situé dans le département français de l'Ain, sur la commune de Grièges.

## Historique
L'édifice est inscrit au titre des monuments historiques le 29 mai 2020,.

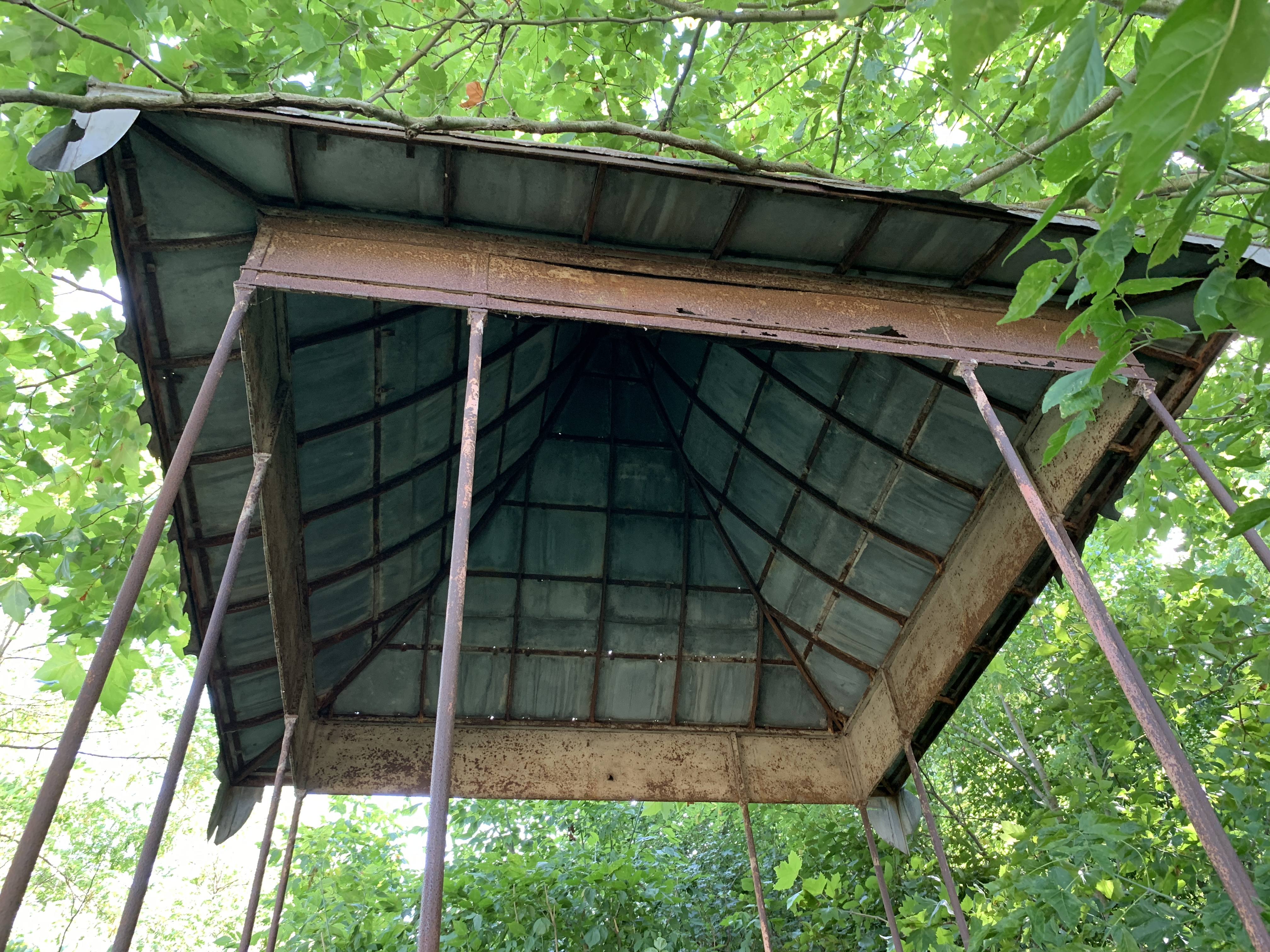
Toit du pont.
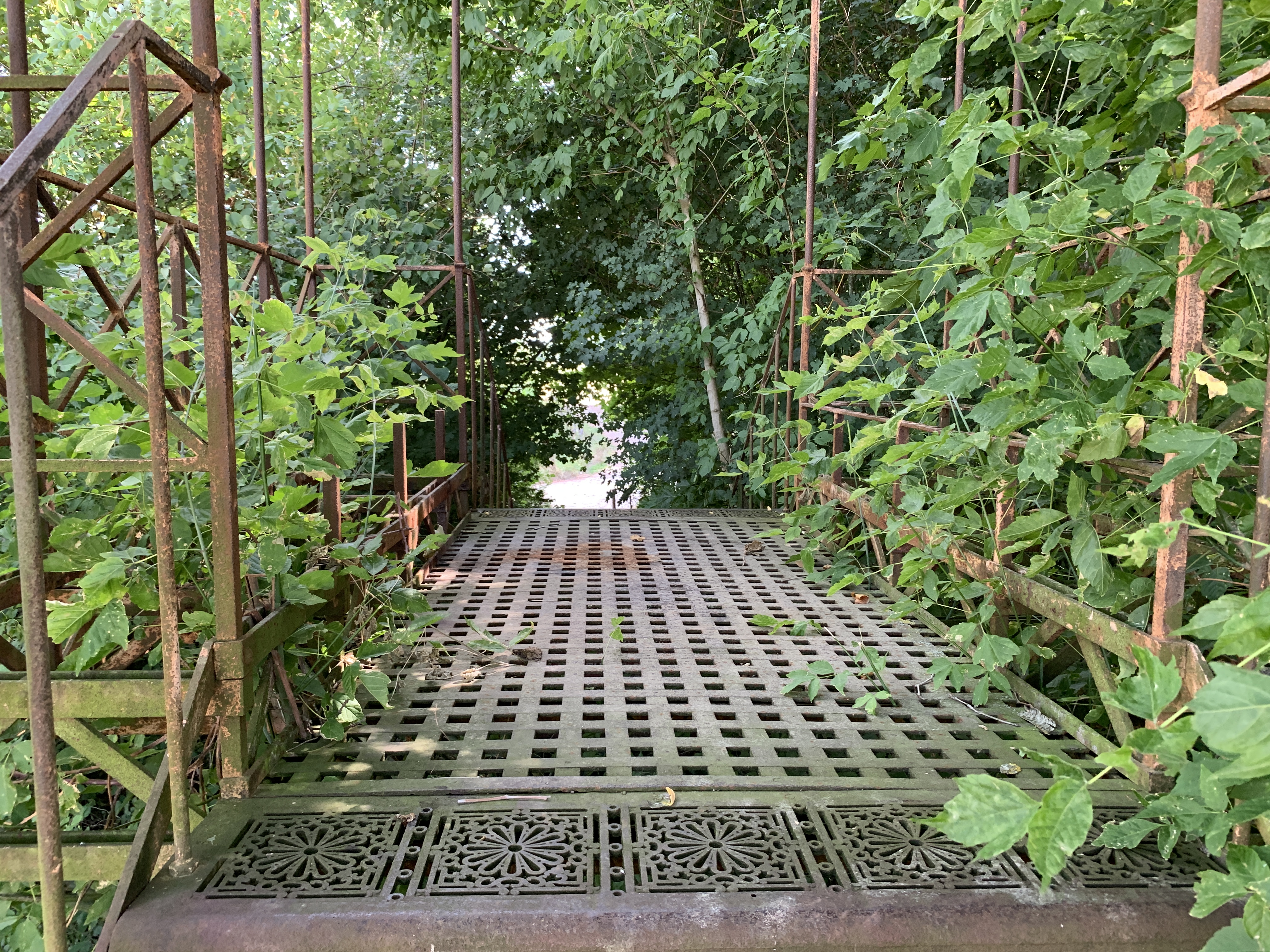
Partie haute du toit.
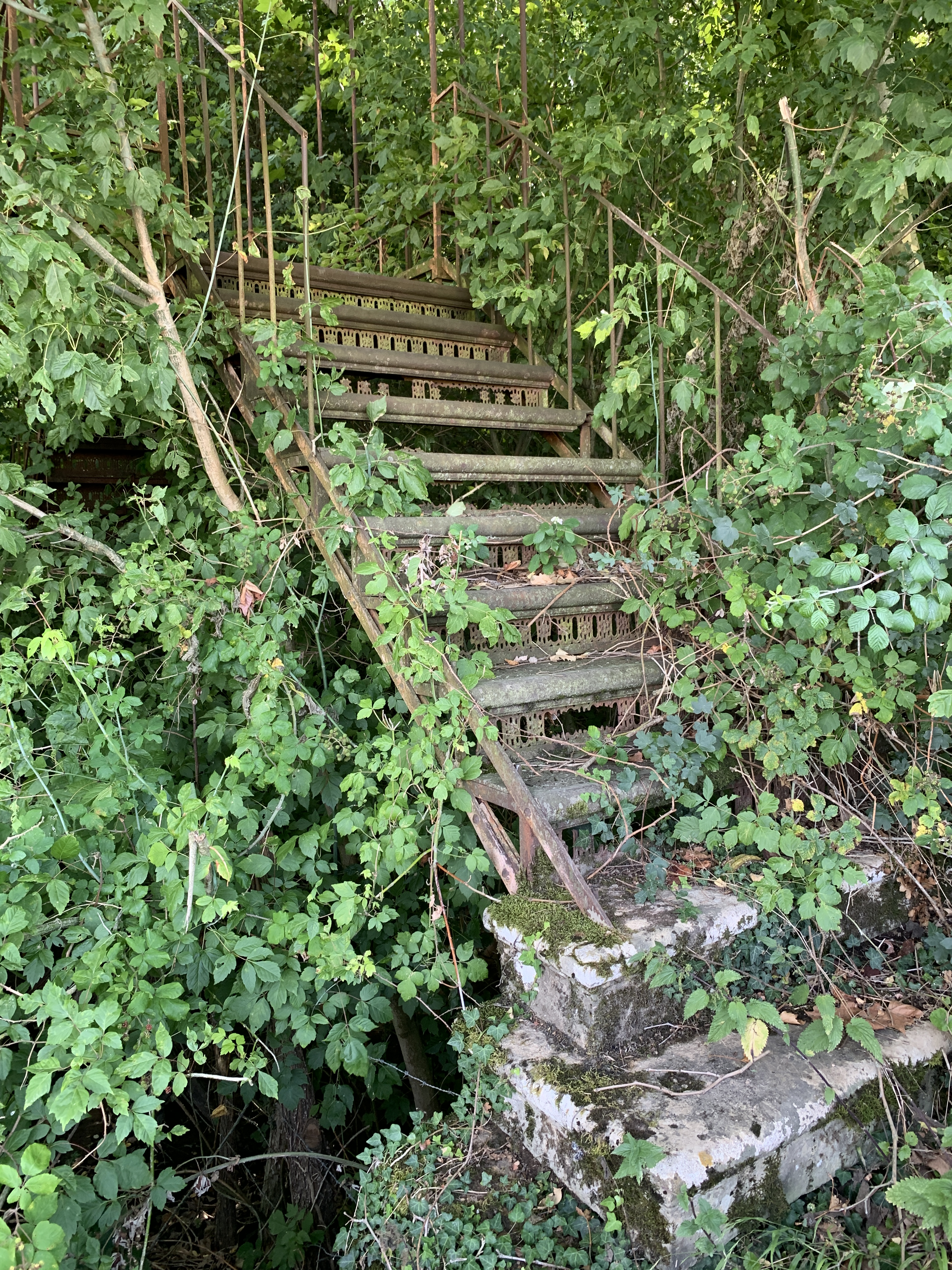
Escaliers nord.